# Sinophorus splendidus
Sinophorus splendidus là một loài tò vò trong họ Ichneumonidae.